# 朵噶·策仁旺杰
朵噶·策仁旺杰（藏語：མདོ་མཁར་ཞབས་དྲུང་ཚེ་རིང་དབང་རྒྱལ།，威利转写：mdo mkhar zhabs drung tshe ring dbang rgyal，1697年—1763年），拉萨北部达垄地方人，拉藏汗至颇罗鼐时期西藏官员及作家。

## 生平
策仁旺杰是阿旺仓巴和唐宗的儿子。
策仁旺杰年轻时曾向喇嘛措吉白滚以及闵珠林寺的比丘罗色、大班第达、大译师法祥学习藏文、梵文、算术等知识。法祥给他取了一个名字“仓塞吉白罗丹”，意为“梵子喜智”。在闵珠林寺，策仁旺杰结识了颇罗鼐。
1715年，策仁旺杰同长兄一起娶卡巴万户的小姐郎吉旺姆为妻，不久分居。清军驱逐了在藏的准噶尔部势力，达孜娃政权官员均遭革职查办，策仁旺杰亦在其中。经颇罗鼐保护幸免于难，于是策仁旺杰回家专心创作并完成了《旋努达美》。
1726年，在颇罗鼐等人介绍，与退角热丹家的姐妹先后结婚。
1731年，颇罗鼐向清廷奏请册封策仁旺杰和噶西巴·纳木扎勒色布腾为噶伦，协助他管理前藏事务。
1763年病逝。

## 家庭
父：阿旺仓巴，于1711年同不丹的战争中立功，担任过达孜第巴王下属的卓尼兼仲译。
母：唐宗

## 轶事
策仁旺杰曾用乌尔都文、兰扎文、藏文合写了一首颂偈，得到了拉藏汗的赞赏。

## 作品
- 《颇罗鼐传》，约成书于1733年。
- 《旋努达美》，约成书于1718-1720年
- 《噶伦传》
- 《梵藏对照辞典》
- 《佛本生传》

## 常见译名
央金嘎瓦·策仁旺杰、仓塞·吉白罗登、多卡瓦·策仁旺杰